# Dyskografia Inspectah Decka
Inspectah Deck – amerykański raper członek Wu-Tang Clan. Oto jego dyskografia

## Dyskografia

### Albumy studyjne
| Rok  | Album                                                                            | Pozycje na listach | Pozycje na listach | Pozycje na listach |
| Rok  | Album                                                                            | Hot 100            | Top R&B            | Top Rap            |
| ---- | -------------------------------------------------------------------------------- | ------------------ | ------------------ | ------------------ |
| 1999 | Uncontrolled Substance - Wydany: 7 września 1999 - Wytwórnia: Relativity Records | 19                 | 3                  | —                  |
| 2003 | The Movement - Wydany: 20 maja 2003 - Wytwórnia: Koch Records                    | 137                | 29                 | —                  |
| 2010 | Manifesto - Wydany: 23 marca 2010 - Wytwórnia: Traffic Entertainment             | —                  | —                  | —                  |
| 2019 | Chamber No. 9 - Wydany: 12 lipca 2019 - Wytwórnia: Urban Icon Records            | —                  | 69                 | —                  |

### Mixtape
| Rok  | Album                                                                           | Pozycje na listach | Pozycje na listach | Pozycje na listach | RIAA |
| Rok  | Album                                                                           | U.S. Hot 100       | U.S. R&B           | U.S. Rap           | RIAA |
| ---- | ------------------------------------------------------------------------------- | ------------------ | ------------------ | ------------------ | ---- |
| 2006 | The Resident Patient - Wytwórnia: 25 lipca 2006 - Wytwórnia: Urban Icon Records | —                  | —                  | —                  |      |
| 2008 | The Resident Patient 2 - Wydany: 2008 - Wytwórnia: Urban Icon Records           | —                  | —                  | —                  |      |

### Instrumentalne
| Rok  | Album                                                                                       | Pozycje na listach | Pozycje na listach | Pozycje na listach | RIAA |
| Rok  | Album                                                                                       | U.S. Hot 100       | U.S. R&B           | U.S. Rap           | RIAA |
| ---- | ------------------------------------------------------------------------------------------- | ------------------ | ------------------ | ------------------ | ---- |
| 2010 | The Bodyrock Volume 1 - Wydany: 3 czerwca 2010 - Wytwórnia: Wydany tylko w internecie       | —                  | —                  | —                  |      |
| 2010 | The Bodyrock Volume 2 - Wydany: 31 października 2010 - Wytwórnia: Wydany tylko w internecie | —                  | —                  | —                  |      |

### Single
| Rok  | Singiel            | Album                  |
| ---- | ------------------ | ---------------------- |
| 1998 | REC Room           | Uncontrolled Substance |
| 1999 | Forget Me Not      | Uncontrolled Substance |
| 1999 | Word on the Street | Uncontrolled Substance |
| 1999 | Show N Prove       | Uncontrolled Substance |
| 2003 | City High          | The Movement           |
| 2003 | Big City           | The Movement           |
| 2003 | Vendetta           | The Movement           |

### Występy gościnne
| Rok  | Gościnnie |
| ---- | --- |
| 1994 | "Mr. Sandman" - Album: Tical - Inni: Method Man, RZA, Street Life, Carlton Fisk, Blue Raspberry                               |
| 1995 | "Cold World" - Album: Liquid Swords - Inni: GZA                                                                               |
| 1995 | "Duel of the Iron Mic" - Album: Liquid Swords - Inni: GZA, Ol’ Dirty Bastard, Masta Killa                                     |
| 1995 | "Guillotine (Swordz)" - Album: Only Built 4 Cuban Linx… - Inni: Raekwon, GZA, Ghostface Killah                                |
| 1996 | "Assassination Day" - Album: Ironman - Inni: RZA, Raekwon, Masta Killa                                                        |
| 1996 | "Semi-Automatic Rap Full Metal Jacket" - Album: High School High Soundtrack - Inni: U-God, Street Life                        |
| 1998 | "Wu-Tang Cream Team Line Up" - Album: 60 Minutes of Funk Vol. III - Inni: Raekwon, Harlem Hoodz, Killa Sin, Method Man        |
| 1998 | "One More to Go (The Earthquake) - Album: Antidote - Inni: Deadly Venoms, GZA, Method Man, Street Life, Cappadonna            |
| 1998 | "Tres Leches (Triboro Trilogy)" - Album: Capital Punishment - Inni: Big Pun, Prodigy                                          |
| 1998 | "Cross My Heart" - Album: Heavy Mental - Inni: Killah Priest, GZA                                                             |
| 1998 | "Above the Clouds" - Album: Moment of Truth - Inni: Gang Starr                                                                |
| 1998 | "S.O.S." - Album: Wu-Tang Killa Bees: The Swarm - Inni: Street Life                                                           |
| 1998 | "Tru Master" - Album: Soul Survivor - Inni: Pete Rock, Kurupt                                                                 |
| 1998 | "Play IV Keeps" - Album: Tical 2000: Judgement Day - Inni: Method Man, Hell Razah, Mobb Deep, Street Life                     |
| 1998 | "Spazzola" - Album: Tical 2000: Judgement Day - Inni: Method Man, Masta Killa, Street Life, Killa Sin, Raekwon                |
| 1999 | "Rumble" - Album: Golden Arms Redemption - Inni: U-God, Method Man                                                            |
| 1999 | "Make Cents" - Album: (single) - Inn: I.G.T.                                                                                  |
| 1999 | "Forget Me Nots" - Album: (single) - Inni:                                                                                    |
| 2000 | "The Authentic (Street)" - Album: (single) - Inni: Ruthless Bastards                                                          |
| 2000 | "Verbal Slaughter" - Album: The Last Shall Be First - Inni: The Dwellas                                                       |
| 2001 | "Speaking Real Words" - Album: The Soul Purpose - Inni: 7L & Esoteric                                                         |
| 2002 | "X (Y'all Know the Name)" - Album: Built From Scratch - Inni: X-Ecutioners, Pharoahe Monch, Skillz, Xzibit                    |
| 2002 | "Sparring Minds" - Album: Legend of the Liquid Sword - Inni: GZA                                                              |
| 2002 | "Killa Beez" - Album: Wu-Tang Killa Beez: The Sting - Inni: RZA, U-God, Suga Bang Bang, Blue Raspberry                        |
| 2002 | "Get Away From the Door" - Album: The Struggle - Inni: Cappadonna                                                             |
| 2002 | "Bump and Grind" - Album: Party Breaks - Inni: Fat Man Scoop                                                                  |
| 2002 | "Always NY" - Album: Love, Hell or Right - Inni: Mathematics                                                                  |
| 2004 | "Street Rap" - Album: White Sunday - Inni: Mareko                                                                             |
| 2004 | "Silverbacks" - Album: No Said Date - Injni: Masta Killa, GZA                                                                 |
| 2005 | "A Star is Born" - Album: Street Education - Inni: Street Life                                                                |
| 2005 | "On a Mission" - Album: Around the World - Inni: YOR123 & Skandaali                                                           |
| 2005 | "A Ha (Remix)" - Album: Tale #10 - Inni: Mos Def                                                                              |
| 2005 | "Strawberries & Cream" - Album: The Problem - Inni: Mathematics, Ghostface Killah, RZA                                        |
| 2005 | "Spot Lite" - Album: The Problem - Inni: Mathematics, Method Man, U-God, Cappadonna                                           |
| 2006 | "Move Unheard" - Album: (single) - Inni: Cappadonna, Joe Young                                                                |
| 2006 | "Everything" - Album: 4:21... The Day After - Inni: Method Man, Street Life                                                   |
| 2006 | "9 Milli Bros." - Album: Fishscale - Inni: Wu-Tang Clan                                                                       |
| 2006 | "Street Corner" - Album: Made in Brooklyn - Inni: Masta Killa, GZA                                                            |
| 2007 | "Piece of the Pie" - Album: Freakshow Vol 1 : Tales of The Travelling Tunes - Inni: Pop Shuvit                                |
| 2007 | "I Don’t Wanna Go Back" - Album: Gorilla Street Gang - Inni: Joe Young                                                        |
| 2007 | "Rap Burglars" - Album: Mathematics Presents Wu-Tang Clan & Friends Unreleased - Inni: Raekwon                                |
| 2008 | "You Can't Stop Me Now" - Album: Digi Snacks - Inni: RZA                                                                      |
| 2009 | "You Already Know" - Album: The RZA Presents: Afro Samurai Resurrection OST - Inni: Kool G Rap, Suga Bang Bang                |
| 2009 | "Kill Too Hard" - Album: Wu-Tang Chamber Music - Inni: U-God, Masta Ace                                                       |
| 2009 | "Harbor Masters" - Album: Wu-Tang Chamber Music - Inni: Ghostface Killah, AZ                                                  |
| 2009 | "Sound the Horns" - Album: Wu-Tang Chamber Music - Inni: Sadat X, U-God                                                       |
| 2009 | "Symphonies" - Album: The Symphony - Inni: Phil Anastasia                                                                     |
| 2009 | "House of Flying Daggers" - Album: Only Built 4 Cuban Linx… Pt. II - Inni: Raekwon, Ghostface Killah, Method Man i GZA        |
| 2009 | "Black Mozart" - Album: Only Built 4 Cuban Linx… Pt. II - Inni: Raekwon                                                       |
| 2009 | "Mean Streets" - Album: Only Built 4 Cuban Linx… Pt. II - Inni: Raekwon                                                       |
| 2009 | "Kiss The Ring" - Album: Only Built 4 Cuban Linx… Pt. II - Inni: Raekwon, Masta Killa                                         |
| 2010 | "Gunshowers" - Album: Wu-Massacre - Inni: Method Man, Ghostface Killah, Sun God                                               |
| 2010 | "We All Want To Fly" - Album: We All Want To Fly - Inni: Inspired Flight                                                      |
| 2010 | "Rockstars" - Album: Only Built 4 Cuban Linx… Pt. II (iTunes Gold Edition) - Inni: GZA, Thea van Seijen, Raekwon, Stone Mecca |